# Cette nuit-là (film, 1958)
Pour les articles homonymes, voir Cette nuit-là.
Pour plus de détails, voir Fiche technique et Distribution.
Cette nuit-là est un film français réalisé par Maurice Cazeneuve, sorti en 1958.

## Synopsis
Jean Mallet, chef photographe, travaille avec son épouse, Sylvie, une ravissante mannequin, dans l'agence publicitaire d'André Reverdy. Celui-ci courtise Sylvie, qui lui laisse espérer qu'il parviendra à la séduire.  Un soir, elle se rend, par goût du jeu, dans la garçonnière de Reverdy. Jean, qui attendait dans la rue, la voit en sortir, suivie quelques instants plus tard d'un homme qu'il croit être Reverdy. Pris d'une rage jalouse, il frappe l'homme de la crosse de son pistolet puis traîne le corps dans un recoin, où il découvre avec horreur que l'homme n'est pas Reverdy.
Persuadé d'avoir tué, Jean Mallet s'enfuit en laissant sur place le pistolet et en perdant ses clés. Mais un homme a été témoin de l'agression et a ramassé le pistolet et les clés. Il se manifeste bientôt sous le nom de Martin et exige trois millions. Un rendez-vous est pris qui se termine par la mort accidentelle de Martin, qui tentait de fuir la police.
Reverdy révèle alors à Jean Mallet que c'est lui qui manipulait Martin, et il exige, non pas de l'argent, mais Sylvie. Celle-ci se rend dans la garçonnière de Reverdy prête à lui céder mais Reverdy, peut-être romantique derrière son cynisme, attend plus qu'un simple rapport physique, ce qu'elle refuse. Après son départ, survient l'inspecteur Toussaint et l'on découvre que Reverdy est suspecté du meurtre d'une jeune fille, que l'homme frappé par Jean Mallet n'est pas mort, qu'il était son complice et qu'il a fait des aveux. Reverdy n'a plus qu'une issue ...

## Fiche technique
- Titre : Cette nuit-là
- Réalisateur : Maurice Cazeneuve
- Scénario : Maurice Cazeneuve, Paul Guimard et Henri-François Rey
d'après le roman de Michel Lebrun Un silence de mort (Presses de la Cité, 1957)
- Dialogues : Henri-François Rey
- Musique : Claude Bolling, Maurice Le Roux
- Assistant-réalisateur	: Daniel Wronecki
- Directeur de la photographie : Léonce-Henri Burel
- Cadreur : Henri Raichi
- Ingénieur du son : Pierre Calvet
- Décorateur : Jacques Chalvet
- Maquilleur : Georges Bouban
- Scripte : Sylvette Baudrot
- Montage : Louisette Hautecoeur
- Photographe de plateau : Paul Apoteker
- Photographie : Léonce-Henri Burel
- Producteur : André Daven
- Directeur de production : Jacques Plante
- Société de production	: Soprofilms (France)
- Distributeur d'origine : Cinedis
- Pays d'origine :  France
- Langue : français
- Format : Noir et Blanc — Son monophonique — 35 mm
- Genre : Policier
- Durée : 100 min
- Date de sortie : 
  - France - 12 septembre 1958

## Distribution
- Mylène Demongeot : Sylvie Mallet
- Maurice Ronet : Jean Mallet
- Jean Servais : André Reverdy
- Françoise Prévost : la secrétaire
- Hubert Noël : Gérald Martin
- Françoise Brion : « Jeanne d'Arc »
- Sacha Pitoëff : l'homme shakespearien
- Claude Bolling  : le pianiste de la réception
- Jean Lara  : l'inspecteur Toussaint
- Marc Doelnitz  : l'invité blond
- Bruno Balp

## Autour du film
- Stanley Kubrick, en 1963, classait ce film parmi les dix meilleurs de tous les temps.[réf. nécessaire]